# Huracán Noel (2007)
El huracán Noel fue el decimosexto ciclón tropical y el quinto huracán de la Temporada de huracanes del Atlántico de 2007. Se desarrolló a partir de una onda tropical en un área de baja presión el 29 de octubre de 2007 en la porción centro-norte del mar Caribe. Noel se fortaleció, alcanzando vientos de 95 km/h poco antes de alcanzar las islas de La Española y Cuba. Noel causó la muerte a 148 personas durante su paso por el Caribe, sobre todo debido a inundaciones y flujos de lodo.

## Impacto

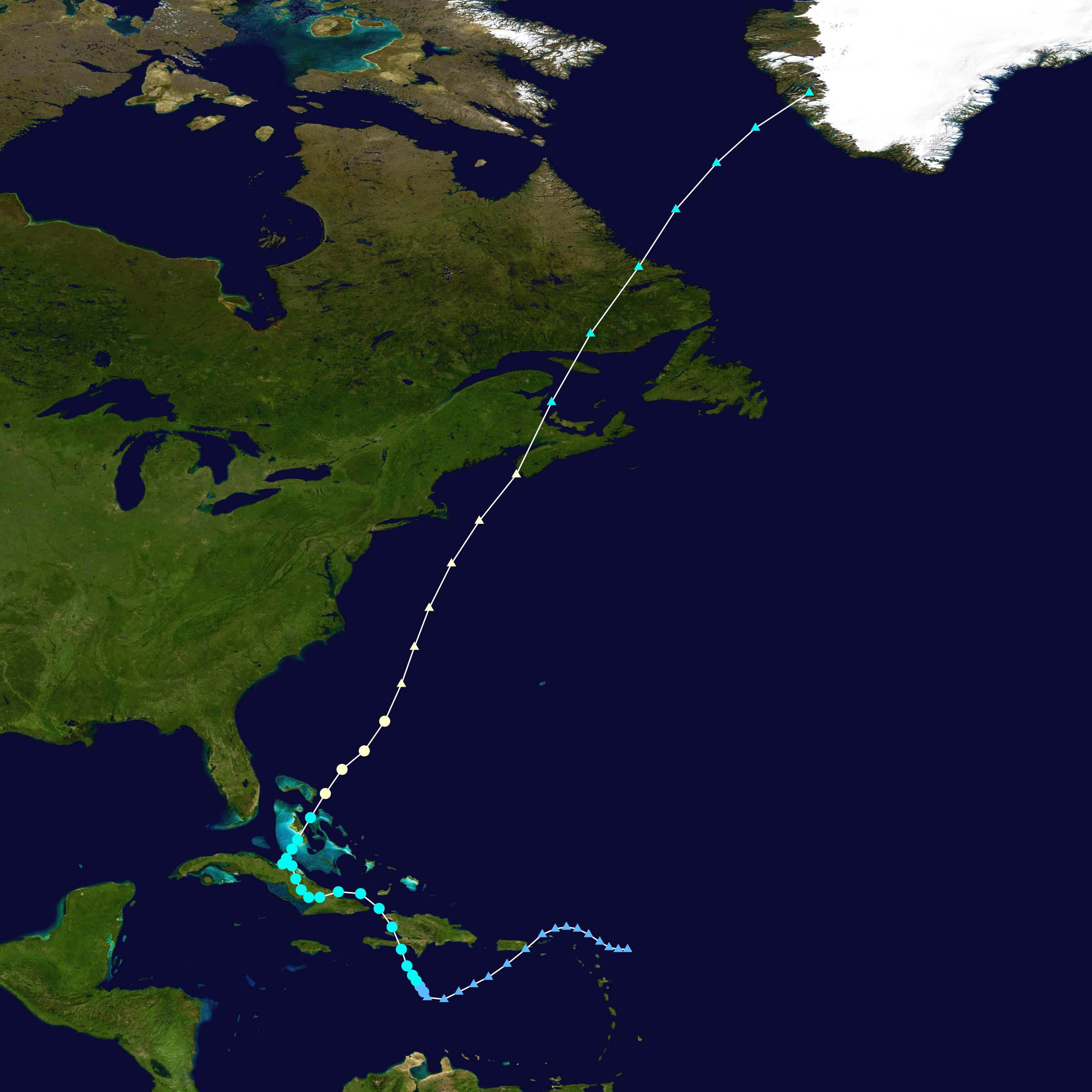
Ruta seguida por Noel.

Durante la madrugada del 28 de octubre, un área de baja presión que persistía sobre el océano Atlántico por varios días se convirtió en una depresión tropical. Cuando Noel aún era un área de baja presión, causó lluvias torrenciales sobre las Pequeñas Antillas y Puerto Rico. Fuentes no oficiales afirman que 5 personas murieron en Puerto Rico debido a deslizamientos de tierra y a accidentes de tránsito causados por las precipitaciones. En la tarde del mismo día, la depresión se intensificó, siendo clasificada por la NHC como tempestad tropical Noel. Durante la mañana del 29 de octubre, Noel arribó a la península sur de La Española, con vientos de 70 km/h. En la República Dominicana, cerca de 58.300 personas tuvieron que abandonar sus casas debido a las inundaciones y deslizamientos de tierra. Además, 1000 reclusos tuvieron que ser removidos, y un tercio de la población dominicana se quedó sin electricidad por lo menos dos días y El Centro de Operaciones de Emergencias (COE) el 04/11/07; reportó que se mantiene en 85 la cantidad de personas fallecidas por la tormenta Noel y en 48 los desaparecidos, en 136 las comunidades incomunicadas y 46 los puentes y carreteras destruidas.. En Haití, cerca de 3.400 personas debieron ser albergadas, y 56 personas fallecieron a causa de la tempestad. En Jamaica, los brazos de tempestades exteriores de Noel causaron fuertes lluvias; una casa se desmoronó y mató a una persona.
Durante la mañana del 30 de octubre, Noel llegó al este de Cuba, con vientos de 95 km/h; 24.000 personas tuvieron que ser retiradas de las áreas de riesgo, 2.000 residencias sufrieron algún daño y de éstas 120 resultaron completamente destruidas. A pesar de las destrucciones, ninguna persona perdió la vida o fue herido durante el tránsito de la tempestad. En las Bahamas, 400 personas fueron retiradas de los lugares riesgosos. 
En total, 148 personas murieron durante el paso de Noel. A las 00:00 UTC del 2 de noviembre, Noel se volvió un huracán. Poco después, Noel alcanzó su pico de intensidad, con vientos sustentados de 130 km/h. En la tarde del mismo día, la NHC emitió su último aviso sobre Noel, diciendo que el sistema había comenzado a convertirse en un ciclón extratropical.

## Retiro del nombre
- Después de esta temporada el nombre Noel fue eliminado de la nómina de nombre para huracanes por la organización meteorológica mundial en primavera del 2008, el nombre Néstor lo sustituyó en la temporada 2013 pero no se usó hasta la temporada 2019.